# ジョジョ その血の記憶〜end of THE WORLD〜
「ジョジョ その血の記憶〜end of THE WORLD〜」（ジョジョ そのちのきおく～エンド・オブ・ザ・ワールド～）は、JO☆STARS ～TOMMY, Coda, JIN～のシングル。2015年1月28日にワーナー・ホーム・ビデオから発売された。

## 概要
表題曲「ジョジョ その血の記憶〜end of THE WORLD〜」は、テレビアニメ『ジョジョの奇妙な冒険』Part3 スターダストクルセイダースエジプト編のオープニングテーマに起用された。
JO☆STARS ～TOMMY, Coda, JIN～はこれまでオープニング主題歌を担ってきた富永TOMMY弘明、Coda、橋本仁によるスペシャルユニットである。
第20回アニメーション神戸主題歌賞（ラジオ関西賞）を受賞した。
アニメシリーズのプロデューサーを務める大森啓幸は、「最初を公平さんで始めたので締めてもらうので公平さんにやってもらおうと思いお願いしました」と語る。テーマとしては「旅の総括」にしたいと考えており、その際前述の田中公平に「じゃあ歌い手は誰にするの？トミーなの？Codaくんなの？仁さんなの？」と言われ、「全員です」と答えたという。3人で歌うという考えは元々あったというが、事前に相談はしなかったため周りには驚かれたという。
デモが上がった時にはびっくりしたと語り、「たまげましたね。「なんだこれは」と。このデモはいちばん聴き込みましたね。仮歌が入っているデモで歌の成分を消して、メロの成分だけにして、あとはアレンジだけを頭の中で考えていたりして、3週間ぐらい考えていました」とのこと。考えた結果、これは舞台劇だという結論に至り、田中と連絡を取り「具体的にはテンポを少しだけ下げてとか、ふたりで話して、歌うパートも変えたりして」という修正を加えていったという。

## 収録曲
1. ジョジョ その血の記憶〜end of THE WORLD〜 [4:23]
  - 作詞：藤林聖子、作曲 : 田中公平、編曲 : 田中公平・村瀬恭久
  - テレビアニメ『ジョジョの奇妙な冒険』Part3 スターダストクルセイダースエジプト編オープニングテーマ[10]
2. ジョジョ その血の記憶～end of THE WORLD～ (ORIGINAL KARAOKE) [4:24]